# Тынурист, Эдгар Густавович
Эдгар Густавович Тынурист (родился 12 января 1920 года в Симбирской губернии — умер 16 августа 1992 в Ляэне-Вирумаа) — государственный деятель Эстонской ССР.

## Биография
Эдгар Густавович родился в эстонской семье в п. Ливка Зиновьевской волости Карсунского уезда Симбирской губернии. В 1921 году семья вернулась с ним в Эстонию, где он учился в сельскохозяйственной школе в Вэйнеми и позже работал зоотехником в Куремаа. С 1941 год до апреля 1944 года служил в Красной Армии, с 1943 году принадлежал к ВКП(б), в 1944—1947 годах был заместителем председателя исполнительного комитета районного совета Тарту, в 1947—1950 годах — слушателем Высшей Партийной Школы при ЦК ВКП(б), а с 1950-х годов до 28 января 1954 года — заместитель министра сельского хозяйства/заместитель министра сельского хозяйства и запасов Эстонской ССР.
С 9 января 1954 по 21 октября 1961 года был министром сельского хозяйства Эстонской ССР. С 13 февраля 1954 года по 28 февраля 1981 года был членом ЦК КПЭ, с 21 ноября 1961 по 17 января 1979 года 1-м заместителем председателя Совета Министров Эстонской ССР, одновременно с 28 марта 1962 по 13 марта 1965 года — министром производства и запасов сельскохозяйственной продукции Эстонской ССР.
С 3 марта 1966 года по 17 февраля 1971 года был заместителем члена, а с 19 февраля 1971 года по 19 января 1979 года — членом Бюро ЦК КПЭ. В 1966—1981 годах был председателем Эстонского республиканского общества охраны природы.
В 1968 году получил степень кандидата экономических наук, в 1983 стал директором Эстонского научно-исследовательского института сельского хозяйства и мелиорации.
26 января 1991 года снова стал членом Бюро ЦК КПЭ.

## Награды
- Орден Ленина (дважды — в 1956 и 1958)
- Орден Отечественной Войны I класса (1945)
- Орден Красной Звезды (1946)
- Орден Знак Почета (1970)